# Strafverfügung (Österreich)
Eine Strafverfügung ist in Österreich eine Sanktionsmöglichkeit bei Verwaltungsübertretungen gemäß §§ 47 bis 49 Verwaltungsstrafgesetz 1991.

Wie auch die Anonymverfügung und die Organstrafverfügung gehört die Strafverfügung zum abgekürzten Verfahren im österreichischen Verwaltungsstrafrecht. Diese drei Verfügungsformen sollen die Behörde entlasten und es ihr unter gewissen Voraussetzungen ermöglichen, Verwaltungsstrafen verhängen zu können, ohne vorher ein Ermittlungsverfahren (ordentliches Verwaltungsstrafverfahren) führen zu müssen.

## Voraussetzungen
Das strafbare Verhalten muss von
- einem Gericht,
- einer Verwaltungsbehörde,
- einem Organ der öffentlichen Aufsicht (z. B. Polizist),
- einer Militärwache

auf Grund eigener dienstlicher Wahrnehmung oder eines vor ihnen abgelegten Geständnisses angezeigt werden oder aufgrund automatischer Überwachung festgestellt worden sein.

## Inhalt
Aus der Strafverfügung muss jedenfalls hervorgehen, welche Behörde sie erlassen hat, wer der Beschuldigte (Vor- und Familienname sowie der Wohnort) ist, die als erwiesen angenommene Tat, Zeit und Ort der Begehung, sowie welche Rechtsvorschrift dadurch verletzt wurde und die Höhe der Strafe. Zudem muss die Strafverfügung eine Belehrung erhalten, dass innerhalb von 2 Wochen Einspruch gegen sie erhoben werden kann. Eine Strafverfügung musste dem Beschuldigten bis 30. Juni 2013 eigenhändig (RSa) zugestellt werden. Seit 1. Juli 2013 reicht die Zustellung per RSb-Brief.

Anders als ein Straferkenntnis beinhaltet die Strafverfügung keine Begründung.

## Strafhöhe
Die Behörde kann pro als erwiesen angenommenem Delikt eine Geldstrafe von bis zu 600 Euro verhängen. Liegen mehrere Verwaltungsübertretungen zugleich vor, können diese jeweils separat mit bis zu 600 Euro bestraft werden.

## Einspruch
Anders als bei der Anonymverfügung und der Organstrafverfügung tritt die Strafverfügung durch Verweigerung der Entgegennahme bzw. Nichtbezahlung der Strafe innerhalb einer gewissen Frist nicht automatisch außer Kraft. Vielmehr wird die Strafverfügung durch das ungenützte Verstreichen der Einspruchsfrist rechtskräftig und vollstreckbar und scheint dann auch im bis heute (Stand März 2025) nur bezirksweise angelegten Verwaltungsstrafregister auf.
Klaus Robatsch, Bereichsleiter für Verkehrssicherheit beim Kuratorium für Verkehrssicherheit (KfV) fordert im März 2025 zu Autorasern ein bundesweites Verwaltungsstrafregister.
Der einzige Weg, eine Strafverfügung zu bekämpfen, ist der Einspruch, der innerhalb von zwei Wochen ab Zustellung bei der Behörde einzubringen ist, die die Strafverfügung erlassen hat. Erhebt der Beschuldigte Einspruch, ist das ordentliche Verfahren einzuleiten. In dem auf Grund des Einspruches ergehenden Straferkenntnis (Bescheid) darf keine höhere Strafe verhängt werden als in der Strafverfügung. Im Straferkenntnis wird dem Beschuldigten allerdings ein Kostenbeitrag für das Verfahren vorgeschrieben. Die Kosten betragen 10 % der verhängten Strafe, mindestens jedoch 10 €, für das verwaltungsbehördliche Straferkenntnis. Auch wenn die tatsächlich ausgesprochene Strafe also nicht höher ausfallen darf, kann der vom Beschuldigten zu bezahlende Betrag um ebendiese 10 % erhöht sein. In einem bestätigenden Erkenntnis eines Verwaltungsgerichts, wenn also gegen das Straferkenntnis der Verwaltungsbehörde Beschwerde erhoben wird, beträgt der Verfahrenskostenbeitrag gemäß § 52 Abs. 2 VwGVG 20 %.